# Wideload Games
Wideload Games — американская студия-разработчик компьютерных игр, располагается в городе Чикаго, Иллинойс (США).
Студия была основана в 2003 году бывшими разработчиками Bungie Studios во главе с Александром Серопьяном (Alexander Seropian), одним из основателей Bungie Studios и разработчиком таких игр, как Halo: Combat Evolved, Myth: The Fallen Lords и Marathon, после приобретения студии компанией Microsoft.
Первым проектом Wideload была игра Stubbs the Zombie in Rebel Without a Pulse — 3D экшн-приключение, где игроку доставляется возможность управлять зомби Стаббсом, наполненное черным юмором. Игра основана на сильно изменённом движке Halo. Игра увидела свет осенью 2005 года.
8 сентября 2009 года студию купила The Walt Disney Company. Под покровительством Disney Interactive Wideload разрабатывала игры по произведениям Disney. Они разработали Guilty Party. После корпоративной реструктуризации Disney Interactive, компания Wideload был переведена на создание мобильных игр, начиная с Avengers Initiative, игру про супергероев Marvel. Компания была закрыта решением Disney 6 марта 2014 года.